# Коси (зона Непала)
Коси (непальск. कोशी अञ्चल) — зона (территориальная единица) в восточной части Непала. Входит в состав Восточного региона страны. Административным центром является город Дхаран.

## География
Граничит с Тибетским автономным районом КНР (на севере), индийским штатом Бихар (на юге), а также с непальскими зонами Сагарматха (на западе) и Мечи (на востоке). Площадь зоны составляет 9669 км². Основные реки: Арун, Тамур и Сапт-Коси. Основные города: Биратнагар и Дхаран.

## Население
Население зоны по данным переписи 2011 года составляет 2 335 047 человек; по данным переписи 2001 года оно насчитывало 2 110 664 человека.

## Административное деление
Состоит из шести районов:
- Бходжпур
- Дханкута
- Моранг
- Санкхувасабха
- Сунсари
- Терхатхум